# Réseau de bus de Béjaïa
Le réseau de bus de Béjaïa est un réseau de transports en commun par autobus circulant dans la wilaya de Béjaïa. Il a une longueur de 86.7 km et passe par les plus grands boulevards et quartiers de la ville de Béjaïa et relie aussi la ville et les communes proches. 
Le prix des tickets est 20 da sur toutes les lignes.

## Lignes

### Lignes locales
| Ligne | Départ                                 | Terminus                               |
| ----- | -------------------------------------- | -------------------------------------- |
| 01    | Porte Sarrasine                        | Sidi Ahmed                             |
| 02    | Porte Sarrasine                        | Taghzouit                              |
| 03    | Porte Sarrasine                        | Tizi                                   |
| 04    | Porte Sarrasine                        | Ihaddaden Ouffella                     |
| 05    | Porte Sarrasine                        | Dar Djbel                              |
| 06    | Porte Sarrasine                        | Boukhiama                              |
| 07    | Porte Sarrasine                        | Tazeboucht                             |
| 08    | Porte Sarrasine                        | Dar Nacer                              |
| 09    | Porte Sarrasine                        | Sidi Ouali                             |
| 10    | Porte Sarrasine                        | Ain S'khoune                           |
| 11    | Porte Sarrasine                        | Ighil Ouazoug                          |
| 12    | Porte Sarrasine                        | Smina                                  |
| 13    | Porte Sarrasine                        | Takeliat                               |
| 14    | Porte Sarrasine                        | Lazib Oumaamar                         |
| 15    | Porte Sarrasine                        | Cité Rabeh Amkhoukh                    |
| 16    | Porte Sarrasine                        | Cité Said Belil                        |
| 17    | Porte Sarrasine                        | Tala Markha                            |
| 18    | Polyclinique Sidi Ahmed                | Hopital Frantz Fanon                   |
| 19    | Porte Sarrasine                        | Ihaddaden Ouadda                       |
| 20    | Université Abderrahmane-Mira de Béjaïa | Sidi Ahmed                             |
| 21    | Porte Sarrasine                        | Sidi Ali Labhar                        |
| 22    | Porte Sarrasine                        | Cité Ramla                             |
| 23    | Ighil Ouazoug                          | Sidi Ahmed                             |
| 24    | Université Abderrahmane-Mira de Béjaïa | Ighil Ouazoug                          |
| 25    | Porte Sarrasine                        | Cité Mangin                            |
| 26    | Bd. Amirouche                          | Ighil Ouazoug                          |
| 27    | Bd. Amirouche                          | Université Abderrahmane-Mira de Béjaïa |
| 28    | Bd. Amirouche                          | Sidi Ahmed                             |
| 29    | Aéroport                               | Bd. Amirouche                          |
| 30    | Porte Sarrasine                        | Taourirt                               |

### Lignes Régionales[2]
| Ligne | Départ         | Terminus                               | Distance(km) |
| ----- | -------------- | -------------------------------------- | ------------ |
| 01    | Garre Routière | Adrar Oufarnou                         | 18km         |
| 02    | Garre Routière | Université Abderrahmane-Mira de Béjaïa | 11km         |
| 03    | Garre Routière | Bd. Amirouche                          | 8.7km        |
| 04    | Garre Routière | Sidi Ahmed                             | 15km         |
| 05    | Garre Routière | Nouvelle Ville Ighzer Ouzarif          | 34km         |